# Природни сателити Плутона
Патуљаста планета Плутон има 5 познатих природних сателита.

## Сателити
Списак Плутонових сателита (растојање од Плутона, полупречник, проналазач, година открића):
| Сателит | Удаљеност | Полупречник | Проначазач       | Година |
| ------- | --------- | ----------- | ---------------- | ------ |
| Харон   | 19.640 km   | 603.5 km      | Џејмс Кристи     | 1978.  |
| Хидра   | 64.700 km   | 30−84 km      | Телескоп Хабл    | 2005.  |
| Никт    | 49.400 km   | 23–68 km      | Телескоп Хабл    | 2005.  |
| Кербер  | 59.000 km   | ?           | Марк Р. Шовалтер | 2011.  |
| Стикс   | 42.000 km   | ?           | Марк Р. Шовалтер | 2012.  |